# Johann Georg Benda
Johann Georg Benda, cz. Jan Jiří Benda (ochrzczony 30 sierpnia 1713 w Novych Benátkach, zm. 1752 w Berlinie) – niemiecki skrzypek i kompozytor pochodzenia czeskiego.
Syn Jana Jiříego, brat Georga Antona i Franza. Podstawy wykształcenia muzycznego otrzymał od ojca. W 1733 roku wyjechał wraz z bratem Franzem do Drezna, a od 1734 roku był członkiem orkiestry w Rheinsbergu. Po wstąpieniu na tron Fryderyka Wielkiego w 1740 roku został zatrudniony na dworze królewskim w Berlinie jako skrzypek kapeli królewskiej.
Nie zdobył nigdy sławy porównywalnej do tej, jaką osiągnęli jego krewni. Skomponował m.in. 4 koncerty skrzypcowe, 11 sonat fletowych, cztery sonaty skrzypcowe, jedną sonatę triową, 10 kaprysów skrzypcowych, 8 duetów na dwoje skrzypiec.